# Araneus pallidus
Araneus pallidus este o specie de păianjeni din genul Araneus, familia Araneidae. A fost descrisă pentru prima dată de Olivier, 1789. Conform Catalogue of Life specia Araneus pallidus nu are subspecii cunoscute.